# Aldealseñor
Aldealseñor est une commune espagnole de la province de Soria en Castille-et-León. Connue avant 1842 sous le nom d’Aldea el Señor, elle était située dans la Vieille-Castille. De nos jours, son économie repose sur l’aridoculture (céréales) et l’élevage.